# Équipe du Pays basque de football
Maillots
L'équipe du Pays basque de football (Euskadi ou Euskal Herriko futbol selekzioa) est l'équipe non reconnue internationalement du Pays basque. Elle n'est membre ni de la FIFA, ni de l'UEFA et ne participe donc pas aux tournois internationaux. Depuis 1937, elle participe à des matchs amicaux contre des équipes officielles.
Elle est référencée sous différents noms comme Euskal Herriko Selekzioa, Selección de Euskadi, Euskal Selekzioa, Euskadi XI ou Basque XI. Depuis 2010, elle est communément appelée Euskal Selekzioa.

## Histoire

### Les débuts de la sélection
La constitution d'une équipe de football représentant le Pays basque est défendue dès le début du XXe siècle par des militants du Parti nationaliste basque comme un outil d'affirmation politique à l'encontre de l'Etat espagnol, : Danielo de Abechuco promeut ainsi la pratique du sport et particulièrement du football lors d'une conférence en 1910 à destination de jeunes militants du PNB, tandis que les dirigeants de la Real Sociedad mettent en avant en 1914 les "bénéfices sanitaires et moraux [de la pratique du football] pour la jeunesse et le développement physique de la race basque". Dans la même optique, le journaliste Manuel Aznar "Imanol" Zubigaray publie dans Euzkadi en novembre 1915 un article intitulé "Nacionalismo y sport. Nuestra esparanza", dans lequel il soutient que la "race basque" pourrait démontrer ses qualités à travers le football. Le PNB créé dans la même optique en 1924 le premier quotidien sportif publié en Espagne, Excelsior (es), qui offre une couverture importante des exploits des sportifs basques et notamment de ses footballers.
La sélection dispute son premier match le 3 janvier 1915 contre la sélection de Catalogne au stade San Mamés de Bilbao (victoire 6-1). L'équipe est alors appelée Norte puisqu'elle regroupe également la Cantabrie et Logroño, mais est entièrement composée de joueurs basques, dont notamment Rafael "Pichichi" Moreno et José María "Belauste" Belausteguigoitia. La revanche se déroule un mois plus tard à Barcelone et se termine par un match nul 2-2. En mai 1915, la sélection Norte remporte la Copa del Príncipe de Asturias, qui réunit également la Catalogne et la sélection Centro. Une tournée informelle de sept matchs en Argentine, Uruguay et Brésil est organisée en 1922, mais la sélection affronte surtout la Catalogne jusqu'aux années 1930 : entre 1915 et 1916 puis entre 1930 et 1931, les deux équipes se sont rencontrées à neuf reprises (sept victoires basques et deux nuls). Les deux équipes participent d'un même projet d'affirmation identitaire et politique de leurs territoires respectifs : en 1930, les deux équipes s'affrontent ainsi à l'initiative de Manuel de la Sota (eu), figure du mouvement abertzale, et Josep Sunyol, président de la fédération catalane de football et membre du parti Esquerra Republicana de Catalunya, qui deviendra président du FC Barcelone en 1935. Le PNB assume ainsi une pratique sportive défendant l'identité basque, à l'image de la Gaelic Athletic Association irlandaise.
Les liens entre le mouvement abertzale et le football se traduisent également par une proximité entre le PNB et les clubs majeurs de l'époque, dont notamment l'Athletic Bilbao, et la Real Sociedad. Seuls des joueurs basques peuvent alors défendre les couleurs de ces deux équipes (depuis 1919 pour l'Athletic, jusqu'en 1989 pour la Real), tandis que des figures du nationalisme occupent la présidence de l'Athletic Bilbao (Alejandro de la Sota de 1911 à 1917, José María Vilallonga de 1922 à 1923 et Manuel de la Sota de 1926 à 1929).
Le 25 avril 1937 a lieu le premier match hors d'Espagne, à Paris contre le Racing club de Paris (0-3), la veille du bombardement de Guernica. Cette rencontre est organisée à l'initiative de José Antonio Aguirre (président du Pays basque et ancien joueur de l'Athletic Bilbao), du journaliste Melchor Alegría et du dirigeant du PSOE Juan Gracia Colás (es) pour récolter des fonds pour la "Cause basque" pendant la Guerre civile. Plusieurs rencontres réunissant des équipes de militants du PNB et de l'Acción Nacionalista Vasca avaient eu lieu la même année pour financer l'achat d'un avion permettant la défense du territoire basque dans la guerre civile, réunissant jusqu'à 22 000 spectateurs au stade San Mamés. La sélection adopte pour la première fois le nom d'Euzkadi, terme fondé par la figure tutélaire du nationalisme Sabino Arana, et arbore les couleurs de l'ikurriña.
L'équipe effectue dans la foulée une tournée en Europe (France, Tchécoslovaquie, Pologne, URSS, Norvège et Danemark) puis au Mexique et à Cuba, et a participé au championnat mexicain lors de la saison 1938/39. L'Euskadi XI dispute 17 matchs et obtient 13 victoires pour 1 match nul et 3 défaites (65 buts marqués, 37 encaissés).

#### Matchs de 1915 à 1938
- 03-01-1915  Baskonia 6-1  Catalogne, San Mamés, Bilbao.
- 07-02-1915  Catalogne 2-2  Baskonia, Indústria, Barcelone.
- 12-05-1915  Euzkadi 1-0  Catalogne, Atlético, Madrid.
- 14-05-1915 Central Selection 1-1  Euzkadi, à Madrid.
- 21-05-1916  Catalogne 1-3  Euzkadi, Indústria, Barcelone.
- 22-05-1916  Catalogne 0-0  Euzkadi, Indústria, Barcelone.
- 04-06-1916  Euzkadi 5-0  Catalogne, San Mamés, Bilbao.
- 08-06-1930  Catalogne 0-1  Euzkadi, Montjuïc, Barcelone.
- 01-01-1931  Euzkadi 3-2  Catalogne, San Mamés, Bilbao.
- 25-04-1937 Racing Paris 0-3  Euzkadi, à Paris.
- 09-05-1937 Racing Paris 3-3  Euzkadi, à Toulouse.
- ??-05-1937  Tchécoslovaquie XI 3-2  Euzkadi, à Prague.
- ??-05-1937 Racing Paris 2-3  Euzkadi, à Paris.
- 23-05-1937 Olympique de Marseille 1 ou 2-5  Euzkadi, à Marseille.
- 30-05-1937 Sète 1-3  Euzkadi, à Sète.
- ??-06-1937  Tchécoslovaquie 2-1  Euzkadi, à Prague.
- ??-06-1937 Silésie 4-5  Euzkadi, à Katowice.
- 24-06-1937 Lokomotiv Moscou 1-5  Euzkadi, à Moscou.
- 27-06-1937 Dynamo Moscou 1-2  Euzkadi, à Moscou.
- 30-06-1937 Dynamo Leningrad 2-2  Euzkadi, à Moscou.
- 04-07-1937 Dynamo Moscou 4-7  Euzkadi, à Moscou.
- 08-07-1937 Spartak Moscou 6-2  Euzkadi, à Moscou.
- 15-07-1937 Dynamo Kiev  Euzkadi, à Kiev.
- 24-07-1937 Dinamo Tbilissi 0-2  Euzkadi, à Tbilissi.
- 30-07-1937  Géorgie 1-3  Euzkadi, à Tbilissi.
- 09-08-1937 Dynamo Minsk 1-6  Euzkadi, à Minsk.
- 22-08-1937  Norvège 1-3  Euzkadi, à Oslo.
- 27-08-1937  Norvège AIF 2-3  Euzkadi, à Sarpsborg.
- 29-08-1937  Danemark 1-11  Euzkadi, à Copenhague.
- ??-??-1937 État de Jalisco 1-5  Euzkadi, à Mexico.
- ??-??-1937  Mexique XI 1-2  Euzkadi, à Mexico.
- 28-11-1937  Mexique 1-4  Euzkadi, à Mexico.
- 05-12-1937  Mexique 1-2  Euzkadi, à Mexico.
- 10-12-1937  Mexique 0-4  Euzkadi, à Mexico.
- ??-??-1937 Asturies et Espagne 2-3  Euzkadi, à Mexico.
- ??-??-1937 Club Atlante 0-3  Euzkadi, à Mexico.
- ??-??-1937 Club América 2-2  Euzkadi, à Mexico.
- 09-01-1938 Mexico 3-1  Euzkadi, à Mexico.
- 16-01-1938 Juventud Asturiana 4-4  Euzkadi, à La Havane.
- 23-01-1938 Deportivo Gallego 0-3  Euzkadi, à La Havane.
- 28-01-1938 La Havane XI 0-2  Euzkadi, à La Havane.
- 30-01-1938 Juventud Asturiana 2-3  Euzkadi, à La Havane.
- ??-??-1938 Valparaíso -  Euzkadi, victoire basque, à Valparaíso.
- 29-05-1938  Cuba 0-4  Euzkadi, à La Havane.
- 05-06-1938 La Havane XI 0-2  Euzkadi, à La Havane.
- 20-06-1938  Cuba 3-4  Euzkadi, à La Havane.
- 16-10-1938 Mexico 8-4  Euzkadi, à Mexico.
- 23-10-1938 Mexico 2-6  Euzkadi, à Mexico.
- 30-10-1938 Mexico 1-3  Euzkadi, à Mexico.

### La répression puis la renaissance
Pendant la dictature dirigée par le Général Franco de 1939 à 1975, les identités régionales et non-espagnoles étaient durement réprimées par l'État espagnol et l'Euskadi XI est interdit. Le football reste ponctuellement un vecteur de revendications politiques nationalistes, notamment lors des rencontres de clubs basques contre le Real Madrid. En 1976, les capitaines de Bilbao et de la Real Sociedad José Ángel Iribar (membre d'Herri Batasuna) et Inaxio Kortabarria exhibent avant un match entre les deux clubs un ikurriña, symbole toujours interdit malgré la mort de Franco un an plus tôt. L'interdiction est levée trois mois après l'événement.
La sélection dispute son premier match international après la dictature en 1978 contre l'URSS, sous le nom d'Euskadi. En 1988, la Fédération basque de football est officiellement créée. Les rencontres de la sélection sont dès lors organisées plus régulièrement et sont soutenues financièrement par le gouvernement basque et des entreprises locales. Cependant, la reconnaissance officielle par les fédérations internationales (FIFA et UEFA), dans le but de participer aux compétitions européennes et mondiales, reste lettre morte. En réaction, l'Euskal selekzioaren Aldeko Iritzi Taldea (eu) (ESAIT) est créé en 1995 par des militants abertzale, popularisant le slogan "Nazio bat, selekzioa bat" ("Une nation, une sélection"). En 1998, la Ley Vasca del Deporte est votée par le Parlement de la province d'Euskadi, indiquant que les sportifs basques relevaient de la fédération basque. Cependant, si cette loi est validée par le Conseil constitutionnel, elle ne s'applique que lorsqu'il n'existe aucune fédération espagnole dans la même discipline.

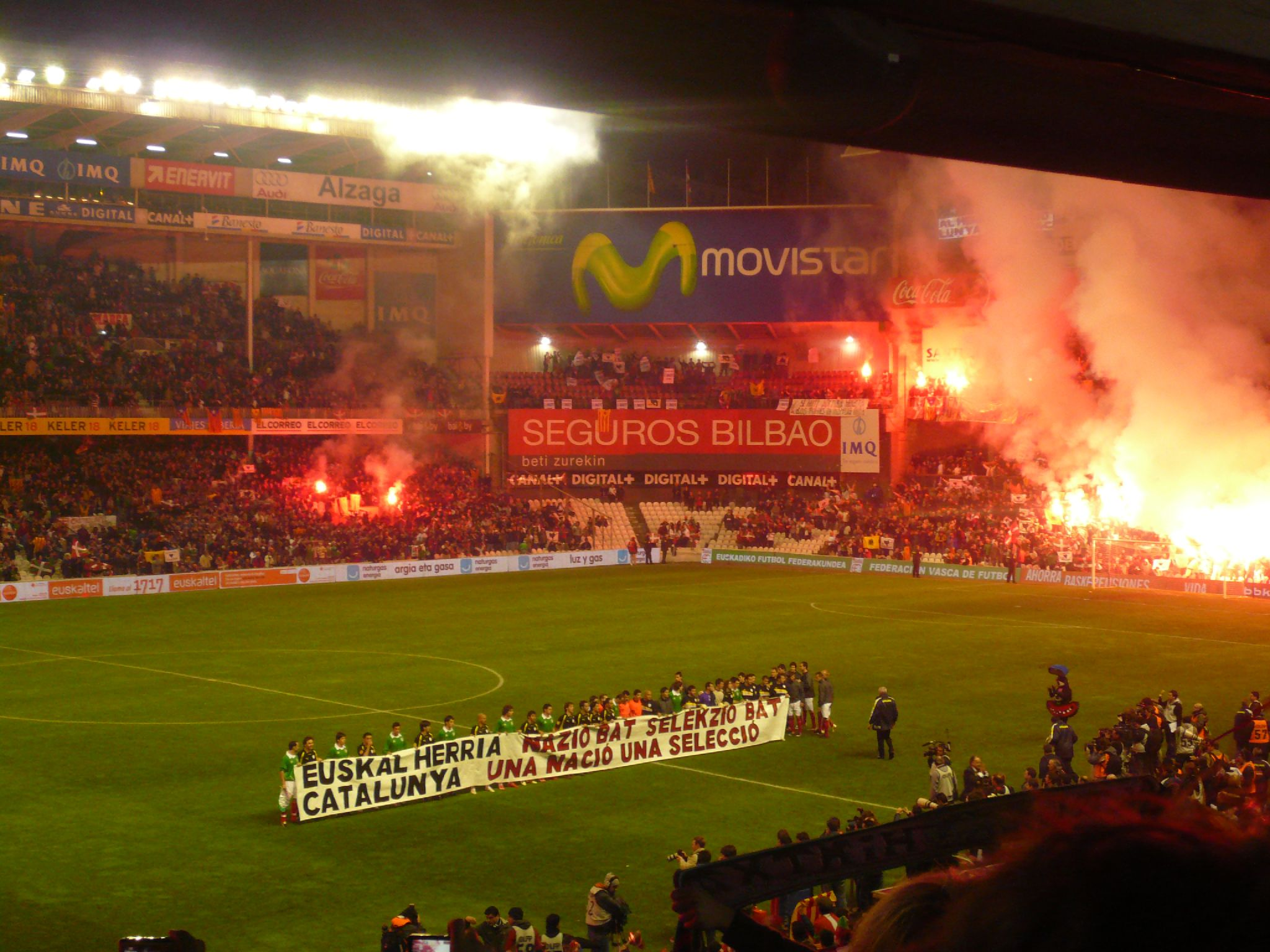
Avant-match à Bilbao du match Pays basque-Catalogne en 2007. Les deux équipes portent une banderole "Une nation, une sélection".

Les matchs de la sélection basque ont lieu une à deux fois par an, le plus souvent au Stade San Mamés de l'Athletic Bilbao pendant les vacances de Noël, contre des équipes africaines, sud-américaines et européennes. L'équipe se déplace pour la première fois depuis la fin de la Guerre civile en 2006 à Barcelone puis au Venezuela en 2007. La même année, les gouvernements basque, catalan et galicien signent la Declaración de San Mamés à l'occasion d'un match entre sélections basque et catalane pour demander la reconnaissance internationale de leurs équipes.
En 2008, les joueurs diffusent un communiqué réclamant un changement du nom de la sélection au profit d'Euskal Herria, Euskadi se référant à la communauté autonome, qui ne comprend ni la Navarre, ni le Pays basque Nord. À partir de 2010, l'équipe joue sous le nom d'Euskal selekzioa (littéralement "Sélection basque"). A l'initiative du gouvernement basque présidé par Iñigo Urkullu, une étude juridique est menée en 2014 pour étayer la demande d'une reconnaissance de la sélection par la FIFA et l'UEFA, en vain. L'année suivante, l'association Jauzia prend le relais de l'ESAIT, lançant une campagne soutenue par les clubs de football basques et des sportifs d'autres disciplines (des cyclistes comme Haimar Zubeldia, Markel Irizar et Amets Txurruk ou des rugbymen du Biarritz olympique).
Le mouvement pour la reconnaissance internationale d'une sélection basque ne se cantonne pas au football : il se manifeste également par exemple lors des coupes du monde de pelote basque.

#### Matchs depuis 1976
- 13-08-1976 :  Real Valladolid 2-1  Euskadi
- 02-03-1978 :  Euskadi 0-0  Union soviétique
- 16-08-1979 :  Euskadi 4-1  Sélection de joueurs du championnat irlandais
- 23-12-1979 :  Euskadi 4-0  Bulgarie
- 31-08-1980 :  Euskadi 1-5  Hongrie
- 10-05-1988 :  Euskadi 4-0  Tottenham Hotspur
- 21-03-1990 :  Euskadi 2-2  Roumanie
- 22-06-1993 :  Euskadi 0-0  Real Sociedad
- 22-12-1993 :  Euskadi 3-1  Bolivie
- 23-12-1994 :  Euskadi 1-0  Russie B
- 22-12-1995 :  Euskadi 1-1  Paraguay
- 26-12-1996 :  Euskadi 3-0  Estonie
- 26-12-1997 :  Euskadi 3-1  RF Yougoslavie
- 22-12-1998 :  Euskadi 5-1  Uruguay
- 29-12-1999 :  Euskadi 5-1  Nigeria
- 29-12-2000 :  Euskadi 3-2  Maroc
- 29-12-2001 :  Euskadi 3-2  Ghana
- 28-12-2002 :  Euskadi 1-1  Macédoine du Nord
- 27-12-2003 :  Euskadi 2-1  Uruguay
- 29-12-2004 :  Euskadi 2-0  Honduras
- 28-12-2005 :  Euskadi 0-1  Cameroun
- 21-05-2006 :  Euskadi 0-1  Pays de Galles
- 08-10-2006 :  Catalogne 2-2  Euskadi
- 27-12-2006 :  Euskadi 4-0  Serbie
- 20-06-2007 :  Venezuela 3-4  Euskadi
- 26-12-2007 :  Euskal Herria 1-1  Catalogne
- 23-12-2008 :  Euskal Selekzioa -  Iran annulé
- 27-12-2010 :  Euskal Selekzioa 3-1  Venezuela
- 25-05-2011 :  Estonie 1-2  Euskal Selekzioa
- 28-12-2011 :  Euskal Selekzioa 0-2  Tunisie
- 29-12-2012 :  Euskal Selekzioa 6-1  Bolivie
- 28-12-2013 :  Euskal Selekzioa 6-0  Pérou
- 28-12-2014 :  Euskal Selekzioa 1-1  Catalogne
- 26-12-2015 :  Catalogne 0-1  Euskal Selekzioa
- 27-05-2016 :  Corse 1-1  Euskal Selekzioa
- 30-12-2016 :  Euskal Selekzioa 3-1  Tunisie
- 12-10-2018 :  Euskal Selekzioa 4-2  Venezuela
- 09-05-2019 :  Panama 0-0  Euskal Selekzioa
- 16-11-2020 :  Euskal Selekzioa 2-1  Costa Rica
- 23-03-2024 :  Euskal Selekzioa 1-1  Uruguay

## Joueurs internationaux ayant joués avec la Euskal Selekzioa
- Aritz Aduriz
- José Ramón Alexanko
- Bittor Alkiza
- Rafael Alkorta
- Periko Alonso
- Xabi Alonso
- Fernando Amorebieta
- Genar Andrinúa
- Agustín Aranzábal
- Luis Arconada
- Horacio Descarga
- José Mari Bakero
- José Javier Barkero
- Bata
- Belauste
- Txiki Begiristain
- Gregorio Blasco
- Iván Campo
- Beñat Etxebarria
- Dani
- Asier del Horno
- Javi De Pedro
- Joseba Etxeberria
- Patxi Ferreira
- Agustín Gajate
- Gaztelu
- Andoni Goikoetxea
- Jon Andoni Goikoetxea
- Guillermo Gorostiza
- Alberto Górriz
- Julen Guerrero
- Santiago Idígoras
- Andoni Imaz
- Andoni Iraola
- José Ángel Iribar
- Javier Irureta
- Aitor Karanka
- Inaxio Kortabarria
- Isidro Lángara
- Juan Antonio Larrañaga
- Mikel Lasa
- Bixente Lizarazu
- Fernando Llorente
- Julen Lopetegui
- Aitor López Rekarte
- Luis María López Rekarte
- Roberto López Ufarte
- Rafael Marañón
- Javi Martínez
- Gaizka Mendieta
- Iker Muniain
- Pablo Orbaiz
- Pichichi
- Luis Regueiro
- Julio Salinas
- Luca Sangalli
- Jesús María Satrústegui
- Markel Susaeta
- Tiko
- Pedro Uralde
- Ismael Urzaiz
- Urruti
- Ernesto Valverde
- Jesús María Zamora
- José Ángel Ziganda
- Ángel Zubieta
- Andoni Zubizarreta
- Pantxi Sirieix

## Sélectionneurs
- 1930-1931 :  Amadeo Gartzia Salazar
- 1937 :  Travieso
- 1937-1938 :  Pedro Vallana
- 1979 :  Andoni Elizondo et Jesús Garay
- 1980 :  José Antonio Irulegui
- 1988 :  José Ángel Iribar et Xabier Expósito
- 1990 :  Txutxi Aranguren
- 1993 :  Javier Irureta
- 1993-2001 :  José Ángel Iribar et Xabier Expósito
- 2002 :  José Ángel Iribar
- 2003-2011 :  José Ángel Iribar et Mikel Etxarri
- 2011-2011 :  Javier Irureta et Mikel Etxarri
- 2012-2018 :  José María Amorrortu et Mikel Etxarri
- 2019-2021 :  Javier Clemente
- 2024- :  Jagoba Arrasate